# Astarot

Segell d'Astarot

Astarot, Aixtarot o Astaroth és un dels dimonis cristians (proclamat al concili de Braga), que té la jerarquia de duc de l'Infern. L'ajuden tres dimonis menors, Aamon, Pruslas i Barbatos. Sembla que el seu nom és una corrupció de la deessa Astarte.

## Simbologia
Se'l representa com un home nu amb ales i extremitats de drac. Usualment té una corona i munta a llom d'un gos o llop. En aquesta representació es barregen simbologies de diversos cultes. El drac és un animal maligne per excel·lència, ja que té trets de rèptil (i la serp és qui va temptar Eva al paradís) i marins (els animals amb escates eren símbol de luxúria i pecat a l'edat mitjana). La corona indica que és un dimoni d'alta jerarquia, un servidor directe de Satan (segons algunes fonts s'encarregaria de les seves riqueses). El gos és una herència clàssica, és Cèrber.

## Actuacions
Astarot regna sobretot al mes d'agost i el dimecres. Els seus mitjans predilectes per fer caure l'home en pecat són usar una falsa raó que l'allunyi de la fe i la peresa, una de les faltes capitals. Se l'invoca per aconseguir el favor de nobles i medrar. Té quaranta legions demoníaques a la seva disposició i sol aparèixer envoltat d'una forta pudor (contra l'olor de santedat i en línia amb el sofre que es creia que hi havia a l'infern). És un dels noms invocats als rituals d'exorcisme per demanar que els esperits malignes abandonin el cos posseït.